# Dai Sato
Dai Sato (佐藤 大 Sato Dai?), född 16 augusti 1971 i Saitama prefektur, är en japansk före detta fotbollsspelare.
Sato började sin karriär 1990 i Hitachi (Kashiwa Reysol). Med Kashiwa Reysol vann han japanska ligacupen 1999. Han avslutade karriären 2003.